# Madness Cage Fighting
Madness Cage Fighting, MCF – polska federacja zajmująca się promocją walk MMA oraz kick-boxingu (zasady K-1). Założycielem organizacji jest Paweł Welik. 

## Historia
Pierwsze wydarzenie odbyło się 22 sierpnia 2015 w Puławach. Podczas gali MCF 4: Champions zostały wprowadzone pasy mistrzowskie w formule MMA, a nowymi mistrzami zostali m.in. Giorgi Esiawa w wadze piórkowej oraz Mansur Abdurzakow w wadze lekkiej, zaś walkę wieczoru tego wydarzenia wygrał Rafał Kijańczuk. W 2021 Esiava został nagrodzony statuetką Herakles, za najlepsze poddanie roku polskiego MMA z gali MCF: 6 Ertons Fight Night z ubiegłego roku (2020), która była retransmitowana na antenie telewizji FightBox. Wydarzenie z numerem osiem zostało wyemitowane na żywo na antenach telewizji Polsat Sport Fight oraz Super Polsat.

## Lista gal i rozpiska
| Nr | Gala                       | Data             | Miejsce                          | Transmisja   |
| -- | -------------------------- | ---------------- | -------------------------------- | ------------ |
| 1  | MCF 1: Prologue            | 22 sierpnia 2015 | Puławy, Hala MOSiR               |              |
| 2  | MCF 2: Snatch              | 22 kwietnia 2017 | Puławy, Hala ZST                 |              |
| 3  | MCF 3: Hexagon             | 16 grudnia 2017  | Puławy, Hala MOSiR               |              |
| 4  | MCF 4: Champions           | 2 listopada 2018 | Puławy, Hala MOSiR               |              |
| 5  | MCF 5: Freecar Fight Night | 28 grudnia 2019  | Puławy, Hala MOSiR               |              |
| 6  | MCF 6: Ertons Fight Night  | 26 września 2020 | Puławy, Stadion Miejski MOSiR    | FightBox     |
| 7  | MCF 7: Ertons Fight Night  | 18 grudnia 2021  | Lubartów, Hala sportowa ZS nr. 2 | FightBox     |
| 8  | MCF 8: Ertons Fight Night  | 10 marca 2023    | Łęczna, Hala sportowa ZS nr 4    | Polsat Sport |